# Bryant Washburn
Bryant Washburn, nato Franklin Bryant Washburn III (Chicago, 28 aprile 1889 – Hollywood, 30 aprile 1963), è stato un attore e produttore cinematografico statunitense attivo fin dai primi anni del cinema muto.

## Biografia
Iniziò la sua carriera di attore cinematografico a 22 anni nella sua città, recitando in The New Manager, film a un rullo prodotto nel 1911 dalla Essanay Film Manufacturing Company, la casa di produzione fondata a Chicago nel 1907 dal famoso attore di western Broncho Billy Anderson per la quale Washburn lavorò nei suoi primi anni di carriera cinematografica.
Nei 36 anni di attività come attore per lo schermo, Bryant Washburn partecipò a 355 pellicole. Nel 1923, produsse anche due film.
La sua ultima interpretazione in un ruolo da caratterista fu nel 1947 in Sweet Genevieve, dove fu diretto da Arthur Dreifuss. Dopo aver girato quel film, si ritirò dagli schermi.

## Vita privata
Era sposato all'attrice Mabel Forrest (1894-1967). Dal loro matrimonio nacquero due figli, Dwight e Bryant Washburn Jr. (1915-1960), che diventò pure lui attore.
Bryant Washburn morì nel 1963, a Hollywood, per un attacco di cuore all'età di 74 anni. Venne sepolto all'Holy Cross Cemetery di Culver City.

## Galleria d'immagini

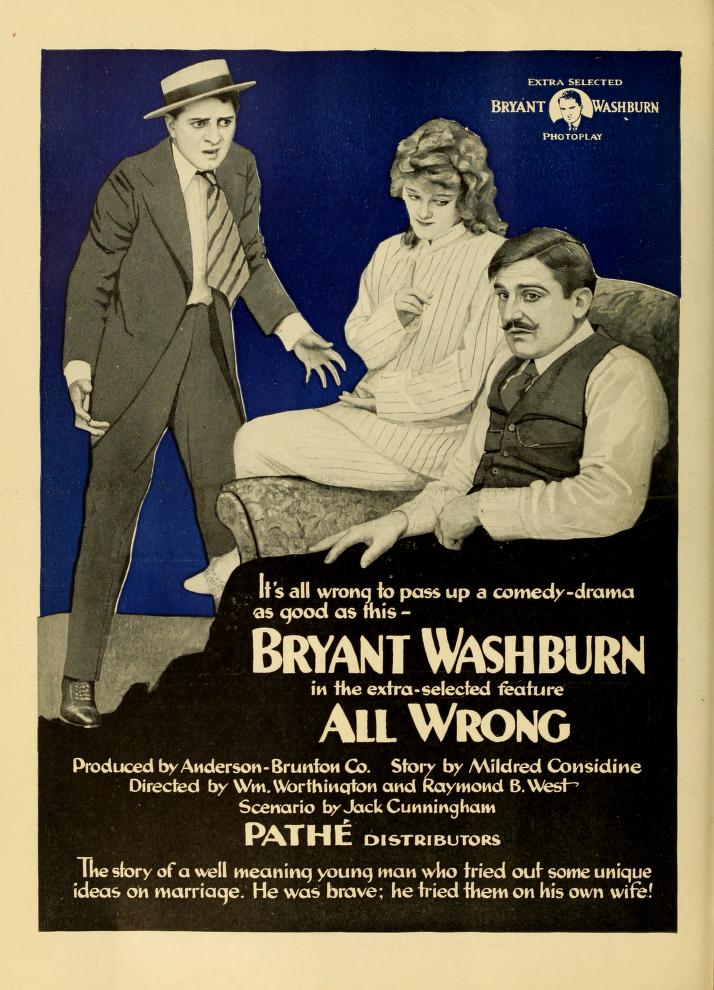
All Wrong (1919)
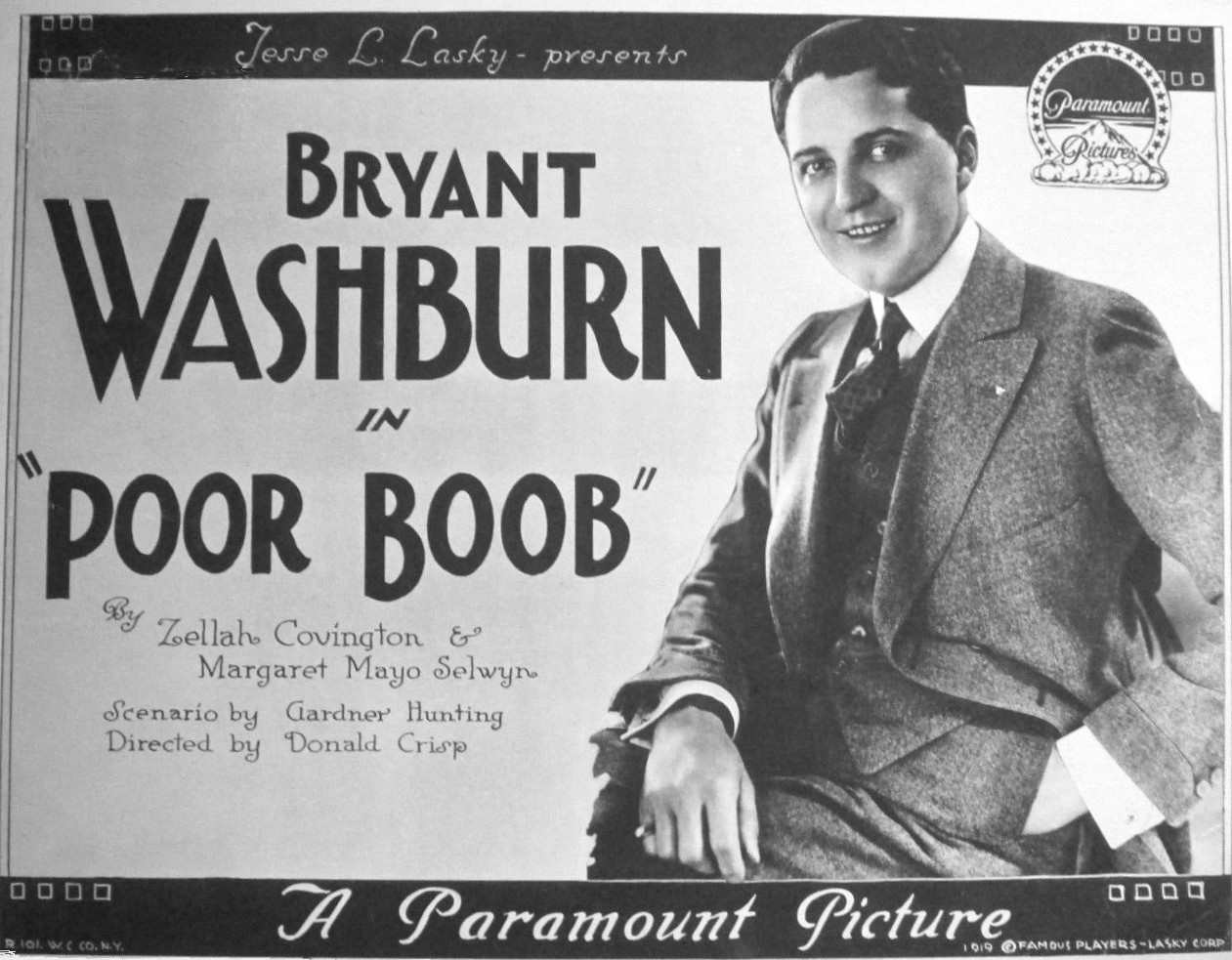
Poor Boob (1919)
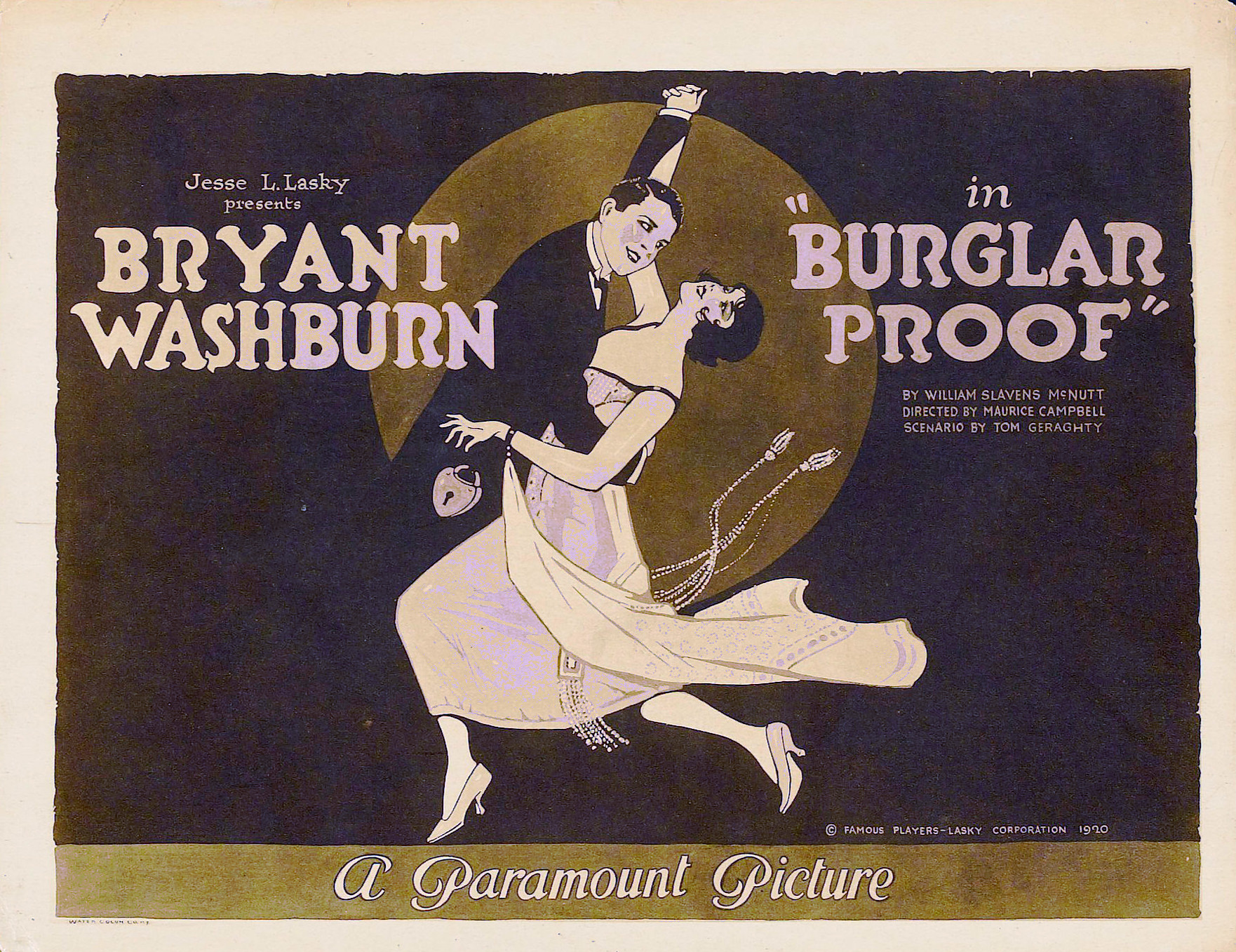
Burglar Proof (1920)
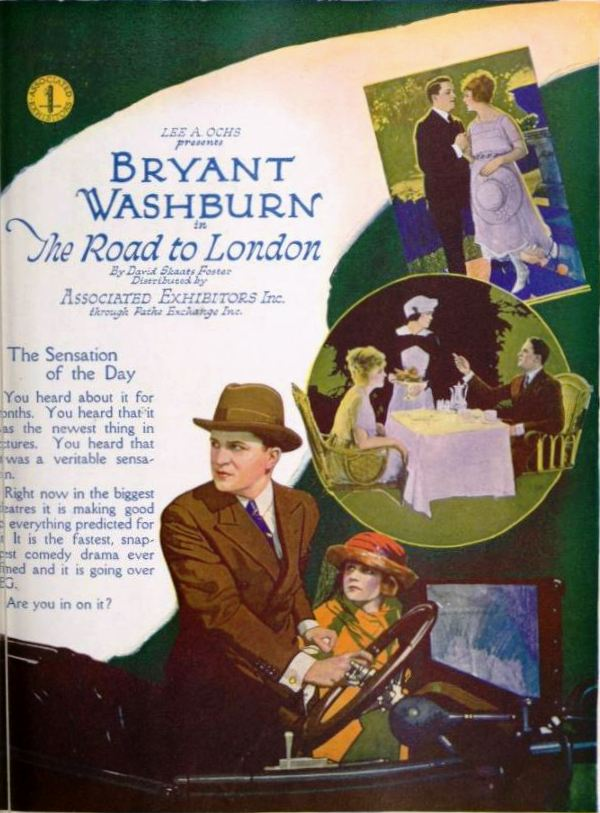
The Road to London (1921)

## Filmografia
La filmografia - basata su IMDb - è completa

### Attore

#### 1911
- The New Manager, regia di Richard Foster Baker – cortometraggio (1911)
- The Dark Romance of a Tobacco Tin – cortometraggio  (1911)
- The Burglarized Burglar, regia di Richard Foster Baker – cortometraggio (1911)
- A False Suspicion – cortometraggio  (1911)
- He Fought for the U.S.A. – cortometraggio (1911)
- The Madman – cortometraggio (1911)
- The Long Strike – cortometraggio (1911)

#### 1912
- The Mail Order Wife – cortometraggio (1912)
- The Old Florist – cortometraggio (1912)
- A Brother's Error – cortometraggio (1912)
- The Melody of Love – cortometraggio (1912)
- Her Boys – cortometraggio (1912)
- Tracked Down – cortometraggio (1912)
- The Little Black Box – cortometraggio (1912)
- The Turning Point – cortometraggio (1912)
- Out of the Depths – cortometraggio (1912)
- At the End of the Trail – cortometraggio (1912)
- Lonesome Robert – cortometraggio (1912)
- Napatia, the Greek Singer – cortometraggio (1912)
- In Quarantine – cortometraggio (1912)
- The Eye That Never Sleep – cortometraggio (1912)
- Detective Dorothy – cortometraggio (1912)
- White Roses – cortometraggio (1912)
- Signal Lights – cortometraggio (1912)
- Cupid's Quartette – cortometraggio (1912)
- The New Church Organ, regia di Archer MacMackin (1912)
- The Voice of Conscience, regia di Theodore Wharton – cortometraggio (1912)
- The End of the Feud, regia di Theodore Wharton – cortometraggio (1912)
- Sunshine, regia di Theodore Wharton – cortometraggio (1912)
- Miss Simkins' Summer Boarder – cortometraggio (1912)
- The Letter – cortometraggio (1912)
- Chains, regia di Archer MacMackin (1912)
- From the Submerged, regia di Theodore Wharton (1912)
- The House of Pride, regia di Jack Conway (1912)
- The Stain (1912)
- The Shadow of the Cross (1912)
- The Virtue of Rags, regia di Theodore Wharton (1912)
- Giuseppe's Good Fortune (1912)
- The Cat's Paw (1912)

#### 1913
- When Soul Meets Soul, regia di Norman MacDonald (1913)
- Jimmy (1913)
- The Thirteenth Man (1913)
- The Laird of McGillicuddy (1913)
- The Melburn Confession (1913)
- The Broken Heart, regia di Harry McRae Webster (1913)
- The Swag of Destiny  (1913)
- Billy McGrath on Broadway (1913)
- A Bottle of Musk (1913)
- An Old, Old Song (1913)
- The Spy's Defeat, regia di Harry McRae Webster (1913)
- The Price of Gold, regia di Arthur Mackley (1913)
- A Wolf Among Lambs (1913)
- The Unburied Past (1913)
- Two Social Calls (1913)
- Let No Man Put Asunder (1913)
- The Mysterious Stranger (1913)
- The Divided House (1913)
- The Forbidden Way (1913)
- Bread Upon the Waters (1913)
- The Power of Conscience, regia di Theodore Wharton (1913)
- The Love Theft (1913)
- Stone the Woman (1913)
- In Convict Garb, regia di Harry McRae Webster (1913)
- The Man Outside (1913)
- The Lost Chord (1913)
- Autumn Love (1913)

#### 1914
- Hearts and Flowers (1914)
- The Hour and the Man, regia di E.H. Calvert (1914)
- The Conqueror (1914)
- Nearly Married (1914)
- The Grip of Circumstance, regia di E.H. Calvert (1914)
- Mongrel and Master (1914)
- Hear No Evil (1914)
- Chains of Bondage (1914)
- Shadows, regia di Richard Foster Baker (1914)
- The Three Scratch Clue (1914)
- The Fulfillment, regia di Henry MacRae (1914)
- The Price of His Honor (1914)
- In the Moon's Ray, regia di E.H. Calvert (1914)
- The Man for A' That (1914)
- The Mystery of Room 643 (1914)
- The Greater Love (1914)
- In Real Life (1914)
- Ashes of Hope (1914)
- The Uneven Balance (1914)
- The Voice in the Wilderness (1914)
- Blind Man's Bluff (1914)
- Blood Will Tell, regia di E.H. Calvert (1914)
- The Elder Brother (1914)
- The Song in the Dark (1914)
- The Chasm (1914)
- Trinkets of Tragedy (1914)
- A Night with a Million (1914)
- One Wonderful Night, regia di E.H. Calvert (1914)
- Mrs. Billington's First Case (1914)
- A Clash of Virtues (1914)
- The Seventh Prelude – cortometraggio (1914)
- Stopping the Limited, regia di Harry Mainhall (1914)
- A Gentleman of Leisure (1914)
- The Masked Wrestler, regia di E.H. Calvert (1914)
- Two Men Who Waited, regia di E.H. Calvert (1914)
- Under Royal Patronage, regia di E.H. Calvert (1914)
- The Devil's Signature, regia di Harry McRae Webster (1914)
- Sparks of Fate, regia di E.H. Calvert	(1914)
- Love's Magnet (1914)
- A Splendid Dishonor, regia di E.H. Calvert (1914)
- The Verdict, regia di Richard Travers (1914)
- Mother o' Dreams (1914)
- Whatsoever a Woman Soweth (1914)
- His Dearest Foes, regia di E.H. Calvert (1914)
- Within Three Hundred Pages (1914)
- Beyond Youth's Paradise (1914)
- Scars of Possession, regia di Roy Clements (1914)
- The Place, the Time and the Man (1914)
- Every Inch a King (1914)
- The Loose Change of Chance (1914)
- Any Woman's Choice (1914)
- The Way of the Woman (1914)

#### 1915
- The Gallantry of Jimmy Rodgers (1915)
- Surgeon Warren's Ward (1915)
- By a Strange Road (1915)
- The Misjudged Mr. Hartley (1915)
- At the End of a Perfect Day, regia di George Ade (1915)
- The Creed of the Clan (1915)
- Third Hand High, regia di E.H. Calvert (1915)
- Thirteen Down, regia di Joseph Byron Totten (1915)
- The Surprise of My Life (1915)
- Stars Their Courses Change (1915)
- The Strength of the Weak (1915)
- When the Fates Spin (1915)
- The Wood Nymph, regia di E.H. Calvert (1915)
- The Little Straw Wife, regia di Joseph Byron Totten (1915)
- The Great Silence (1915)
- The Fable of the Demand That Must Be Supplied (1915)
- Countess Veschi's Jewels
- Graustark, regia di Fred E. Wright (1915)
- The Return of Richard Neal (1915)
- Frauds (1915)
- The Profligate (1915)
- Home Coming, regia di E.H. Calvert (1915)
- Means and Morals, regia di E.H. Calvert (1915)
- The Fable of the Highroller and the Buzzing Blondine (1915)
- The Slim Princess, regia di E.H. Calvert (1915)
- The Gilded Cage (1915)
- The Greater Courage (1915)
- The Little Deceiver (1915)
- The Blindness of Virtue, regia di Joseph Byron Totten (1915)
- The Sky Hunters (1915)
- The Call of Yesterday (1915)
- The Woman Hater, regia di Charles Brabin (1915)
- Rule Sixty-Three, regia di Richard Foster Baker (1915)
- Caught (1915)
- The Scapegoat (1915)
- The Family Divided (1915)
- Tides That Meet (1915)
- Inheritance, regia di Clem Easton (1915)
- The Crimson Wing, regia di E.H. Calvert (1915)
- Despair, regia di J. Charles Haydon (1915)
- The Edge of Things (1915)
- The Alster Case, regia di J. Charles Haydon (1915)
- The Danger of Being Lonesome (1915)

#### 1916
- Marriage a la Carte, regia di James Young (1916)
- Pieces of the Game (1916)
- Destiny, regia di Harry Beaumont (1916)
- Golden Lies (1916)
- The Despoiler (1916)
- The Havoc, regia di Arthur Berthelet (1916)
- The Spider's Web (1916)
- Once a Thief --? (1916)
- Our People (1916)
- The Promise Land, regia di Lawrence C. Windom (1916)
- Worth While, regia di E.H. Calvert (1916)
- A Million for a Baby, regia di Harry Beaumont (1916)
- The Prince of Graustark, regia di Fred E. Wright (1916)
- The Final Fraud, regia di J. Charles Haydon (1916)
- The Breaker, regia di Fred E. Wright (1916)

#### 1917
- The Girl God Made for Jones, regia di Richard Foster Baker (1917)
- Skinner's Dress Suit, regia di Harry Beaumont (1917)
- A Four Cent Courtship, regia di Lawrence C. Windom (1917)
- Skinner's Bubble, regia di Harry Beaumont (1917)
- Aladdin Up to Date, regia di Arthur Berthelet (1917)
- Filling His Own Shoes, regia di Harry Beaumont (1917)
- The Man Who Was Afraid, regia di Fred E. Wright (1917)
- The Golden Idiot, regia di Arthur Berthelet (1917)
- Skinner's Baby, regia di Harry Beaumont (1917)
- The Fibbers, regia di Fred E. Wright (1917)
- The Voice of Conscience, regia di Edwin Carewe (1917)

#### 1918
- Twenty-One
- Kidder & Ko, regia di Richard Foster Baker (1918)
- Ghost of the Rancho, regia di William Worthington (1918)
- Till I Come Back to You, regia di Cecil B. DeMille (1918)
- The Gypsy Trail, regia di Walter Edwards (1918)
- The Way of a Man with a Maid, regia di Donald Crisp (1918)

#### 1919
- Venus in the East, regia di Donald Crisp (1919)
- The Poor Boob, regia di Donald Crisp (1919)
- Something to Do, regia di Donald Crisp (1919)
- Putting It Over, regia di Donald Crisp (1919)
- All Wrong, regia di Raymond B. West e William Worthington (1919)
- A Very Good Young Man, regia di Donald Crisp (1919)
- Love Insurance, regia di Donald Crisp (1919)
- Why Smith Left Home, regia di Donald Crisp  (1919)
- It Pays to Advertise, regia di Donald Crisp (1919)
- Too Much Johnson, regia di Donald Crisp (1919)

#### 1920
- The Six Best Cellars, regia di Donald Crisp (1920)
- Mrs. Temple's Telegram, regia di James Cruze (1920)
- La resurrezione del dott. Antony (The Sins of St. Anthony), regia di James Cruze (1920)
- What Happened to Jones, regia di James Cruze (1920)
- A Full House, regia di James Cruze (1920)
- Burglar Proof, regia di Maurice Campbell (1920)
- An Amateur Devil, regia di Maurice Campbell (1920)

#### 1921
- The Road to London, regia di Eugene Mullin (1921)

#### 1922
- Fulmine (June Madness), regia di Harry Beaumont (1922)
- White Shoulders, regia di Tom Forman (1922)
- Hungry Hearts, regia di E. Mason Hopper (1922)
- The Woman Conquers, regia di Tom Forman (1922)

#### 1923
- Temptation, regia di Edward LeSaint (1923)
- Mary of the Movies, regia di John McDermott (1923)
- Roberto di Hentzau (Rupert of Hentzau), regia di Victor Heerman (1923)
- Hollywood, regia di James Cruze (1923)
- Mine to Keep, regia di Ben F. Wilson (1923)
- The Common Law, regia di George Archainbaud (1923)
- The Love Trap, regia di John Ince (1923)
- The Meanest Man in the World, regia di Edward F. Cline (1923)
- Other Men's Daughters, regia di Ben F. Wilson (1923)

#### 1924
- Try and Get It, regia di Cullen Tate (1924)
- My Husband's Wives, regia di Maurice Elvey (1924)
- Star Dust Trail, regia di Edmund Mortimer (1924)

#### 1925
- The Parasite, regia di Louis J. Gasnier (1925)
- The Wizard of Oz, regia di Larry Semon (1925)
- Passionate Youth, regia di Dallas M. Fitzgerald (1925)
- Wandering Footsteps, regia di Phil Rosen (1925)

#### 1926
- Wet Paint, regia di Arthur Rosson (1926)
- Meet the Prince, regia di Joseph Henabery (1926)
- That Girl Oklahoma (1926)
- Young April, regia di Donald Crisp (1926)
- Flames, regia di Lewis H. Moomaw (1926)
- Her Sacrifice, regia di Wilfred Lucas (1926)
- The Sky Pirate (1926)

#### 1927
- In the First Degree, regia di Phil Rosen (1927)
- Il re dei re (The King of Kings), regia di Cecil B. DeMille (1927)
- The Love Thrill, regia di Millard Webb (1927)
- Beware of Widows, regia di Wesley Ruggles (1927)
- Modern Daughters, regia di Charles J. Hunt (1927)
- Black Tears, regia di John Gorman (1927)
- Sitting Bull at the Spirit Lake Massacre, regia di Robert N. Bradbury (1927)
- Breakfast at Sunrise, regia di Malcolm St. Clair (1927)

#### 1928
- Skinner's Big Idea, regia di Lynn Shores (1928)
- Honeymoon Flats, regia di Millard Webb (1928)
- The Chorus Kid, regia di Howard Bretherton (1928)
- A Bit of Heaven, regia di Cliff Wheeler (1928)
- Undressed, regia di Philip Rosen (1928)
- Nothing to Wear, regia di Erle C. Kenton (1928)
- Jazzland, regia di Dallas M. Fitzgerald (1928)

#### 1929
- The Unkissed Man, regia di Leo McCarey (1929)

#### 1930
- Niagara Falls, regia di William C. McGann (1930)
- Il trapezio della morte (Swing High), regia di Joseph Santley (1930)

#### 1931
- Kept Husbands, regia di Lloyd Bacon (1931)
- Crashing Hollywood, regia di William Goodrich (Roscoe 'Fatty' Arbuckle) (1931)
- Stout Hearts and Willing Hands, regia di Bryan Foy (1931)
- The Lure of Hollywood, regia di William Goodrich (Roscoe 'Fatty' Arbuckle) (1931)
- The Mystery Train, regia di Phil Whitman (1931)
- Hollywood Halfbacks, regia di Charles Lamont (1931)

#### 1932
- Keep Laughing, regia di William Goodrich (Roscoe 'Fatty' Arbuckle) (1932)
- The Reckoning, regia di Harry L. Fraser (1932)
- Arm of the Law, regia di Louis King (1932)
- Giuro di dire la verità (State's Attorney), regia di George Archainbaud (1932)
- Forbidden Company, regia di Richard Thorpe (1932)
- A che prezzo Hollywood (What Price Hollywood?), regia di George Cukor (1932)
- Drifting, regia di Louis King (1932)
- Thrill of Youth, regia di Richard Thorpe (1932)
- Exposure, regia di Norman Houston (1932)
- A Parisian Romance, regia di Chester M. Franklin (1932)

#### 1933
- The Woman Who Dared, regia di Millard Webb (1933)
- Night of Terror
- L'età pericolosa (What Price Innocence?), regia di Willard Mack (1933)
- The Devil's Mate

#### 1934
- Public Stenographer, regia di Lewis D. Collins (1934)
- Distruzione, regia di William A. Wellman (1934)
- Back Page, regia di Anton Lorenze (1934)
- The Return of Chandu
- The Curtain Falls, regia di Charles Lamont (1934)
- Cleopatra, regia di Cecil B. DeMille (1934)
- When Strangers Meet, regia di Christy Cabanne (1934)
- Tailspin Tommy, regia di Louis Friedlander (Lew Landers) (1934)
- The World Accuses, regia di Charles Lamont (1934)

#### 1935
- Twenty Dollars a Week, regia di Wesley Ford (1935)
- The Drunkard, regia di Albert Herman (1935)
- The Call of the Savage
- Swellhead
- Danger Ahead
- The Throwback
- Tailspin Tommy in The Great Air Mystery
- The Irish Gringo

#### 1936
- It's Up to You, regia di Christy Cabanne (1936)
- The Bridge of Sighs, regia di Phil Rosen (1936)
- Taming the Wild
- L'uomo senza volto (Preview Murder Mystery), regia di Robert Florey (1936)
- L'ebbrezza dell'oro
- The Millionaire Kid
- The Amazing Exploits of the Clutching Hand
- Three of a Kind, regia di Phil Rosen (1936)
- And Sudden Death
- It Couldn't Have Happened (But It Did)
- Hollywood Boulevard
- The Black Coin
- Gambling with Souls
- Ellis Island, regia di Phil Rosen (1936)
- Wanted: Jane Turner
- Conflict, regia di David Howard (1936)

#### 1937
- We Who Are About to Die
- Race Suicide
- Jungle Jim, regia di Ford Beebe, Clifford Smith (1937)
- The Outcasts of Poker Flat
- Alla conquista dei dollari (The Toast of New York), regia di Rowland V. Lee (1937)
- Sea Racketeers
- Million Dollar Racket
- The Westland Case

#### 1938
- Race Suicide, regia di S. Roy Luby (1938)
- Crashing Hollywood, regia di Lew Landers (1938)
- Night Spot
- This Marriage Business
- Law of the Underworld
- Crime Ring
- The Wages of Sin, regia di Herman E. Webber (1938)
- I Demand Payment

#### 1939
- Ambush
- Ombre rosse (Stagecoach), regia di John Ford (1939)
- Cafe Society, regia di Edward G. Griffith (1939)
- I Was a Convict
- Sky Patrol

#### 1940
- Abramo Lincoln
- King of the Royal Mounted, regia di John English, William Witney (1940)

#### 1941
- Adventures of Captain Marvel, regia di John English e William Witney (1941)
- The Spider Returns
- La colpa di Rita Adams (Paper Bullets), regia di Phil Rosen (1941)
- Fiori nella polvere (Blossoms in the Dust), regia di Mervyn LeRoy (1941)
- Dietro le persiane
- I ragazzi di Broadway

#### 1942
- Dr. Kildare's Victory
- Captain Midnight, regia di James W. Horne (1942)
- Rotta sui Caraibi (Ship Ahoy), regia di Edward Buzzell (1942)
- Maschere di lusso (We Were Dancing), regia di Robert Z. Leonard (1942)
- Maisie Gets Her Man
- Two for the Money
- Shadows on the Sage, regia di Lester Orlebeck (1942)
- Sin Town
- For Me and My Gal, regia di Busby Berkeley (1942)
- War Dogs

#### 1943
- You Can't Beat the Law
- Carson City Cyclone
- The Law Rides Again
- Wagon Tracks West
- La parata delle stelle (Thousands Cheer), regia di George Sidney (1943)
- Il signore in marsina (I Dood It), regia di Vincente Minnelli (1943)
- The Girl from Monterrey
- Death Valley Rangers
- Cowboy in the Clouds

#### 1944
- Nabonga
- Notte d'avventura
- The Falcon in Mexico
- The Master Race
- Lacrime e sorrisi
- Heavenly Days
- Feather Your Nest, regia di Hal Yates (1944)
- The Falcon in Hollywood
- Nevada

#### 1945
- G 2 servizio segreto
- Il coraggio delle due (Two O'Clock Courage), regia di Anthony Mann (1945)
- La bella avventura
- Onde insanguinate

#### 1947
- Do or Diet
- Sweet Genevieve, regia di Arthur Dreifuss (1947)

### Produttore
- Other Men's Daughters, regia di Ben F. Wilson (1923)
- Mine to Keep

### Film o documentari dove appare Bryant Washburn
- Screen Snapshots, Series 1, No. 17 (1921)
- Screen Snapshots, Series 1, No. 22 (1921)
- Night Life in Hollywood
- Mary of the Movies
- Hollywood
- The Return of Chandu
- The Amazing Exploits of the Clutching Hand, regia di Albert Herman (1936)
- The Yukon Patrol
- Teen Age
- Savage Fury
- Sos Stanlio e Ollio (The Further Perils of Laurel and Hardy), documentario (1967)